# Philotheca linearis
Philotheca linearis är en vinruteväxtart som först beskrevs av Allan Cunningham och Stephan Ladislaus Endlicher, och fick sitt nu gällande namn av Paul G. Wilson. Philotheca linearis ingår i släktet Philotheca och familjen vinruteväxter. Inga underarter finns listade i Catalogue of Life.